# MTV Unplugged (EP de Mariah Carey)
Pour les articles homonymes, voir MTV Unplugged (homonymie).
Albums de Mariah Carey
Emotions
(1991) Music Box
(1993)
Singles
MTV Unplugged est un extended play et un album live de l'artiste américaine Mariah Carey sorti le 2 juin 1992 sous le label Columbia Records. Après le succès de ses deux premiers albums studio, les commentaires grandissant sur le projet d'une tournée et le manque d'apparitions télévisées, Sony BMG organise un grand concert au Kaufman Astoria Studios à New York le 16 mars 1992. Le concert, intitulé MTV Unplugged, est diffusé sur MTV et doit aider Carey à promouvoir son album Emotions et pousser les critiques réticents à la voir comme une artiste incontournable. Après son succès, le concert sort sous forme d'EP et est accompagné de la vidéo MTV Unplugged +3.
L'album reçoit de bonnes critiques qui complimentent la voix de Carey et connaît le succès, atteignant la troisième place du Billboard 200. Il est certifié triple disque de platine par la Recording Industry Association of America (RIAA) pour la vente de trois millions d'exemplaires aux États-Unis. De plus, il connaît du succès dans les hit-parades internationaux comme aux Pays-Bas et en Nouvelle-Zélande, où il atteint la première position et est certifié double disque de platine. MTV Unplugged atteint le Top 5 au Royaume-Uni, et le top 10 en Australie et au Canada. En décembre 1997, l'EP s'est vendu à dix millions d'exemplaires dans le monde.
I'll Be There (reprise des Jackson 5) est le premier single de l'album. En raison du succès de la chanteuse à ce moment, il sort un mois avant l'EP et devient le sixième numéro un de Carey au Billboard Hot 100 américain. Globalement, la chanson connaît également le succès et est numéro un au Canada, en Nouvelle-Zélande et aux Pays-Bas. Elle atteint le Top 5 en Irlande. 
If It's Over, une chanson issue de l'album Emotions, sort à la suite du succès de MTV Unplugged.

## Genèse
Après la sortie du second album studio de Carey, Emotions, les critiques commencent à se demander pourquoi Carey n'embarque pas dans une tournée car elle n'a pas fait de tournée depuis son premier album. Même si Carey a fait plusieurs apparitions télévisées, sur des émissions, les critiques commencent à dire que Carey est une artiste studio et qu'elle n'est pas capable de répliquer les mêmes qualités vocales en direct, et spécialement sa voix de sifflet. Durant plusieurs interviews télévisées, Carey répond à ses critiques et dit qu'elle ne fait pas de tournée à cause des longs voyages et de la distance, ainsi que la fragilité de sa voix qui ne pourrait pas chanter toutes ses chansons. Cependant, dans l'espoir de faire taire ces critiques et leur donner tort, Carey et Walter Afanasieff décident d'apparaître sur MTV Unplugged, un programme télévisé de MTV. L'objectif de l'émission est de présenter des artistes démunis de tout équipement de studio. Pendant le concert, ils sont accompagnés de plusieurs musiciens et chœurs, et font un concert acoustique. Les questions auxquelles Carey fait face sont sur le contenu du concert ; elle ne sait quel matériel sera disponible pour ce concert. Alors que Carey chante des chansons plutôt soul, la plupart de ses chansons sont incluses dans la programmation. Quelques jours avant l'émission, Carey et Afanasieff aajoutent la reprise d'une ancienne chanson, pour donner quelque chose de différent et d'inattendu. Ils choisissent I'll Be There, une chanson des Jackson Five, et répète avant le jour du concert.

## Le concert
Le concert de Carey est enregistré le 16 mars 1992 aux Kaufman Astoria Studios à New York. Plusieurs musiciens et de chœurs sont présents pour le tournage réalisé par Larry Jordan qui a déjà travaillé avec Carey pour le clip de Someday. Dana Jon Chapelle est le mixeur et a déjà travaillé avec Carey sur ses deux premiers albums. Le concert débute avec la chanson Emotions, Carey est vêtue d'une veste noir, d'un pantalon et de bottes. Avant l'introduction de la chanson, Carey ouvre le concert avec un passage a cappella et gospel impromptu puis la musique du refrain de David Cole commence. Après la chanson, Carey introduit les autres personnes pour une interlude de cordes avec Belinda Whitney Barnett, Cecilia Hobbs-Gardner, Wince Garvey et Laura Corcos tandis que San Shea joue du clavecin et de l'harmonium. Le rythme du concert est dirigé par Gigi Conway qui s'occupe de la batterie, Randy Jackson à la basse, Vernon Black à la guitare, Sammy Figueroa et Ren Klyce aux percussions. De plus, Carey est accompagnée de dix chœurs, de Trey Lorenz et Patrick McMillan. 
La chanson suivante est If It's Over, une collaboration avec Carole King. Walter Afanasieff remplace Cole au piano tandis que cinq musiciens montent sur scène. Il y a Lew Delgado, au saxophone baryton, Lenny Pickett au saxophone ténor, George Young au saxophone alto, Earl Gardner à la trompette et Steve Turre au trombone. Ils étaient présents lors de l'apparition de Carey au Saturday Night Live quelques mois auparavant. Lors Carey commence cette chanson, elle dit : « Cette chanson, je l'ai écrite avec l'une de mes idoles, Carole King » avant de commencer à chanter. Pour Someday, Cole retourne sur scène et remplace Afanasieff au piano. Dans cette chanson, Carey place son index au-dessus de son oreille, notamment lorsqu'elle utilise la voix de sifflet. Elle explique plus tard au public que cela l'aide à mieux s'entendre, et pour pouvoir exécuter correctement sa plus haute note. Encore une fois, lorsque Carey commence Vision of Love, Afanasieff et Cole permutent. La prestation diffère largement de la version studio car il y a moins de voix a cappella et n'a pas énormément d'instruments. Avant de commencer la cinquième chanson de sa programmation, Make It Happen, Cole joue de l'orgue tandis qu'Afanasieff joue de la basse. Après l'introduction, les chœurs commencent à « empiler leurs voix », selon Chris Nickson, et permet à la chanson d'avoir un « sentiment plus religieux ». Il trouve que cette version est supérieure à celle du studio grâce à son interprétation :

« La rudesse de cette version dépasse la version studio de Emotions comme elle ne pourra jamais la rattraper. Dans l'atmosphère stérile d'un studio, où la perfection, la technologie, et les overdubs sont les règles, la spontanéité n'a aucune place. Sur scène, c'est évalué, et cette prestation l'a[Quoi ?]. Chacun pousse chacun encore plus pour donner quelque chose de merveilleux, et au vu de l'accueil, le public réalise qui est Mariah quand la chanson est finie. »

Après avoir terminé Make It Happen, Carey présente la dernière chanson de sa programmation, I'll Be There, une reprise des Jackson 5. Carey prend la place de Michael Jackson et Trey Lorenz chante l'autre partie, initialement interprétée par Jermaine Jackson. Après avoir chanté dans un arrangement plutôt simple, les chœurs commencent à fredonner l'air de Can't Let Go, l'autre « chanson finale » du concert. Quelques jours après le concert, Carey est interviewée par Melinda Newman de Billboard et lui raconte l'expérience qu'elle a vécue lors du concert et sa perspective sur l'univers créatif. Elle dit : « Unplugged m'a appris un tas de choses sur moi car j'ai tendance à critiquer tout ce que je fais et chercher un peu trop la perfection car je suis perfectionniste. Je critiquerai toujours la première fois, et maintenant je suis arrivée au point où j'ai compris que la première fois est toujours la meilleure ».

## Sortie
Au début, MTV prévoit de diffuser l'émission plusieurs fois en avril 1992, il était normal que MTV Unplugged soit diffusé six fois durant un mois avant d'être archivé. La version de Carey rencontre un succès critique et lui permet d'augmenter sa popularité ; elle est plus exposée que d'habitude. Aux États-Unis, les fans demandent que l'émission soit diffusée sur la télévision et à la fin du mois d'avril, l'émission de Carey a été diffusée trois fois plus qu'un épisode ne devrait l'être. Le succès du concert pousse Sony à sortir un album. Cependant, Carey et Afanasieff sont déjà en train de faire un nouvel album qui pourrait sortir en 1993. Sony décide donc de sortir un EP, qui se vend à un faible prix dû à sa courte programmation.

### Vidéo
Après le succès du premier single, I'll Be There, choisit de ne pas sortir qu'un EP, mais aussi une cassette VHS ; une vidéo du concert intitulée MTV Unplugged +3. À part montrer les sept prestations du concert au Kaufman Aresta Studios, il présente les trois clips de Make It Happen, Can't Let Go et Emotions ainsi qu'une vidéo remix de Emotions. La vidéo atteint la première place du classement de Billboard sur les vidéos et est certifiée platine par la Recording Industry Association of America (RIAA) pour la vente de 100 000 exemplaires dans le pays.

## Accueil

### Critique
MTV Unplugged reçoit généralement des critiques positives. Shawn M. Haney d'AllMusic donne trois étoiles sur cinq, loue la voix de Carey et la reprise de I'll Be There. Haney écrit : « Progressivement, le pouvoir et l'estime de ces contes[Quoi ?] montent vers de nouvelles hauteurs et restent à couper le souffle, notamment au moment de I'll Be There, une jolie chanson déjà chantée par les Jackson 5 ». 
Sabrina Miller de St. Petersburg Times qualifie Carey d'« artiste » et écrite : « Des programmes comme MTV Unplugged montrent des talents comme elle ». Jon Pareles de The New York Times marque la « perspicacité » de la performance et déclare que la reprise de I'll Be There « démarre avec des feux d'artifice ». Un journaliste d'Entertainment Weekly qualifie le concert de « Tour de force vocal » et écrite : « En plus de ses tuyaux à couper le souffle, elle a développé une présence dominante sur scène ». Il trouve que la reprise de Carey sur I'll Be There est « mortelle » et conclut sa critique : « Dans ce sens, cette rare apparition à un public nous rappelle qu'il y avait une grande chanteuse dans ce concert ».

### Commercial
MTV Unplugged débute à la huitième place du Billboard 200 dans la semaine du 20 juin 1992. Lors de la troisième semaine, l'EP atteint la troisième place. Au total, il reste quatorze semaines dans le top 20 et 57 dans le hit-parade. MTV Unplugged est certifié triple disque de platine par la Recording Industry Association of America (RIAA) pour la vente de trois millions d'exemplaires. En 2008, Nielsen Soundscan estime que l'EP s'est vendu à 2 731 000 aux États-Unis. Le 20 juin 1992, MTV Unplugged entre dans le classement RPM à la 37e position et atteint la sixième place cinq semaines plus tard,. Le 22 novembre, l'EP est à la 87e position et a passé 24 semaines dans le classement. À ce jour, l'EP est certifié disque de platine par la Canadian Recording Industry Association (CRIA) pour la vente de 70 000 exemplaires. En Australie, l'EP débute à la 34e du hit-parade le 24 juillet 1992. Quelques semaines plus tard, il atteint le septième rang et passe un total de 25 semaines dans le classement. L'EP est certifié disque de platine par l'Australian Recording Industry Association (ARIA) pour la vente de 70 000 exemplaires.
En dehors des États-Unis, l'EP rencontre du succès en Europe et en Océanie. En Autriche, MTV Unplugged entre à la 39e position et atteint la 21e position et ressort du hit-parade après dix semaines. En France, il atteint le 22e rang et est certifié double disque d'or par le Syndicat national de l'édition phonographique (SNEP) pour la vente de 144 000 exemplaires,. Aux Pays-Bas, l'EP entre à la 66e position du hit-parade durant la semaine du 20 juin 1992. Il arrive ensuite numéro un pendant trois semaines et passe 116 semaines dans le classement. La Nederlandse Vereniging van Producenten en Importeurs van beeld- en geluidsdragers (NVPI) certifie l'EP double disque de platine pour la vente de 200 000 exemplaires. MTV Unplugged intègre le hit-parade néo-zélandais à la quatrième place durant la semaine du 2 août 1992. Après être resté trois semaines numéro un puis 19 semaines dans la classement, l'EP est certifié double disque de platine par la Recording Industry Association of New Zealand (RIANZ). L'EP atteint la 19e place du hit-parade suisse le 13 septembre 1992. Après être resté cinq semaines dans le classement, l'EP est certifié disque d'or par l'anglais : International Federation of the Phonographic Industry (IFPI). Au Royaume-Uni, l'album entre et atteint la troisième place du hit-parade le 18 juillet 1992. Au bout de dix semaines, l'EP est certifié disque d'or par la British Phonographic Industry (BPI) pour la vente de 100 000 exemplaires. Selon Live Nation, MTV Unplugged s'est vendu à dix millions d'exemplaires en 2008.

## Singles
Après avoir sorti l'EP, Sony décide de sortir la version de I'll Be There en single grâce à son succès critique. La chanson débute à la treizième place du Billboard Hot 100, la meilleure entrée de Carey à cette époque. Au bout de quatre semaines elle devient son sixième numéro un et reste deux semaines à cette position. Elle rencontre un succès mondial et est numéro un au Canada, Nouvelle-Zélande, Pays-Bas, la deuxième place au Royaume-Uni et la troisième en Irlande,,,,. I'll Be There est certifiée disque d'or par l'Australian Recording Industry Association et la Recording Industry Association of New Zealand pour la vente de 35 000 et 75 000 exemplaires,. Après ce succès, If It's Over, une chanson issue de l'album Emotions, est le second single. La chanson a une promotion très limitée et n'arrive qu'à la 80e place du hit-parade néerlandais.

## Liste des titres
| 1.    | Emotions                         | Mariah Carey, David Cole, Robert Clivillés     | Mariah Carey, David Cole, Robert Clivillés | 4:46 |
| 2.    | If It's Over                     | Mariah Carey, Carole King                      | Mariah Carey, Carole King                  | 3:47 |
| 3.    | Someday                          | Mariah Carey, Ben Margulies                    | Mariah Carey, Ben Margulies                | 3:56 |
| 4.    | Vision of Love                   | Mariah Carey, Ben Margulies                    | Mariah Carey                               | 3:36 |
| 5.    | Make It Happen                   | Mariah Carey, David Cole                       | Mariah Carey, Robert Clivillés             | 4:16 |
| 6.    | I'll Be There (avec Trey Lorenz) | Berry Gordy, Bob West, Hal Davis, Willie Hutch | Mariah Carey, Walter Afanasieff            | 4:42 |
| 7.    | Can't Let Go                     | Mariah Carey, Walter Afanasieff                | Mariah Carey, Walter Afanasieff            | 4:35 |
| 28:45 |                                  |                                                |                                            |      |

## Hommage à Michael Jackson
En 2009, lors de la cérémonie d'hommage à Michael Jackson, Mariah Carey interprétera I'll Be There sur scène.

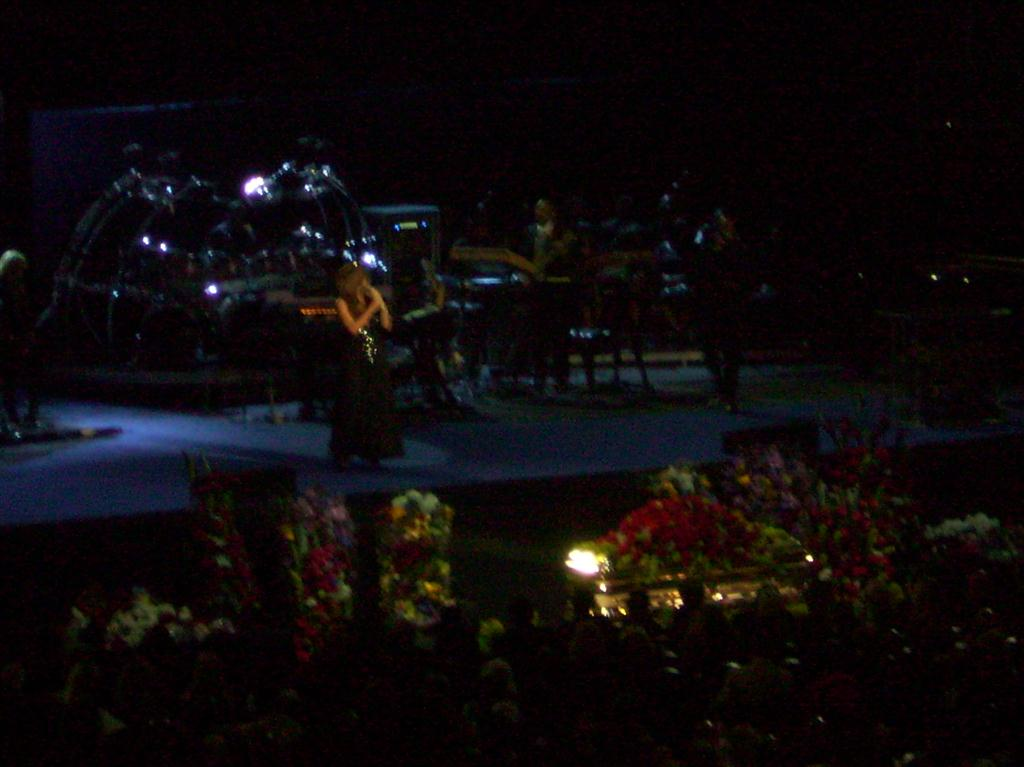
Mariah Carey rendant hommage à Michael Jackson (2009).

## Crédits
Crédits issus de l'EP MTV Unplugged
- Mariah Carey – arrangement, compositrice, productrice, chant
- Walter Afanasieff – arrangement, compositeur, piano, producteur
- Vernon "Ice" Black – guitare
- Henry Casper – chœurs
- Robert Clivillés – compositeur
- David Cole – compositeur, piano
- Laura Corcos – cordes
- Melodie Daniels – chœurs
- Hal Davis – compositeur
- Lew Del Gatto – saxophone baryton
- Darryl Douglass Workshop Company – chœurs
- Sammy Figueroa – percussions
- Earl Gardner – trompette
- Winterton Garvey – cordes
- Greg "Gigi" Gonaway – batteries
- Berry Gordy, Jr. – compositeur
- Peggy Harley – chœurs
- David Hewitt – ingénieur
- Cecilia Hobbs – cordes
- Willie Hutch – compositeur
- Randy Jackson – basse
- Carole King – compositrice
- Ren Klyce – cloches, célesta, timbales
- Trey Lorenz – chant
- Ben Margulies – compositeur
- Patrick McMillian – chant
- Geno Morris – chant
- Peter Moshay – coordination
- Lenny Pickett – saxophone ténor
- Cheree Price – chœurs
- Kelly Price – chœurs
- Dan Shea – harmonium, clavecin
- Liz Stewart – chœurs
- Steve Turre – trombone
- Spencer Washington – chœurs
- Bob West – compositeur
- Belinda Whitney-Barratt – cordes
- George Young – saxophone alto

## Classements et certifications
| Pays             | Position | Certification |
| ---------------- | -------- | ------------- |
| Allemagne        | 30       | –             |
| Australie        | 7        | Platine       |
| Autriche         | 21       | –             |
| Canada           | 6        | Platine       |
| France           | 22       | 2 × Or        |
| Japon            | 13       | –             |
| Norvège          | 18       | –             |
| Nouvelle-Zélande | 1        | 2 × Platine   |
| Pays-Bas         | 1        | 2 × Platine   |
| Royaume-Uni      | 3        | Or            |
| Suède            | 36       | –             |
| Suisse           | 19       | Or            |
| États-Unis       | 3        | 3 × Platine   |

## Compléments